# Tillandsia comarapaensis
Tillandsia comarapaensis är en gräsväxtart som beskrevs av Hans Edmund Luther. Tillandsia comarapaensis ingår i släktet Tillandsia och familjen Bromeliaceae. Inga underarter finns listade i Catalogue of Life.